# Псковска област
Псковска област е субект на Руската федерация, в Северозападния федерален окръг. Площ 55 399 km2 (48-о място по големина в Руската Федерация, 0,32% от нейната площ). Население на 1 януари 2018 г. 636 240 души (68-о място в Руската Федерация, 0,43% от нейното население). Административен център град Псков. Разстояние от Москва до Псков 639 km.

## Историческа справка
На територията на Псковска област възникват едни от най-старите руски градове: Псков, за първи път споменат в Лаврентиевската летопис през 903 г.; Великие Луки, за първи път споменат в Новгородската летопис през 1166 г., през 1611 г. разрушен и отново възстановен през 1619 г.; Остров, за първи път споменат през 1342 г., град от 1777 г.; Порхов, за първи път споменат през 1346 г., град от 1777 г. През ХVІІІ в. са утвърдени за градове селищата: Себеж (основан като крепост през 1535 г.) през 1772 г., Невел през 1773 г., Новоржев и Опочка (основан като крепост през 1412 г.) през 1777 г., Гдов (основан през 1431 г.) през 1780 г. и Печори (основан през 1472 г.) през 1782 г. останалите 3 града Дно, Пустошкя и Питалово са признати за такива през ХХ в.
Псковска и Великолукска области са образувани на 23 август 1944 г. На 16 януари 1945 г. към състава на Псковска област са предадени районите на естонските градове Печори и Питалово (Абрене). На 2 октомври 1957 г. Великолукска област е закрита, като западната ѝ част е предадена на Псковска област, а източната – на Калининска област (сега Тверска област).

## Географска характеристика
Псковска област се намира в най-западната част на Европейска Русия, в Северозападния федерален окръг. На североизток граничи с Ленинградска област, на изток – с Новгородска и Тверска област, на югоизток – със Смоленска област, на юг и югозапад – с Беларус и на запад – с Латвия и Естония. В тези си граници заема площ от 55 399 km2 (48-о място по големина в Руската Федерация, 0,32% от нейната площ).
Областта е разположена в северозападната част на Източноевропейската равнина. Релефът ѝ е низинно-хълмист. На запад се намира обширната Великорецка равнина с Псковско-Чудската падина, а в крайния изток – западната част на Приилменската низина. между тях са разположени три ниски възвишения: Лужкото (до 204 m) на север, Судомското (до 294 m) в средата и Бежаницкото възвишение (но 338 m, най-високата точка на областта). В западните райони на областта попадат източните склонове на възвишението Хааня, в южните райони – северната част на Невелско-Городокското възвишение, а на югоизток – крайните северозападни разклонения на Валдайското възвишение.
Климатът е умереноконтинентален. Средна януарска температура от -7 °C до -8 °C, средна юлска – от 17 °C до 17,5 °C. Годишната сума на валежите е от 550 до 650 mm с максимум през лятото е есента. Продължителността на вегетационния период (минимална денонощна температура 5 °C) е 144 дни на запад, а на изток по-малко.
На територията на областта протичат около 13 хил. реки (с дължина над 1 km) с обща дължина 165 700 km и принадлежат към водосборните басейни на реките Нева, Нарва, Западна Двина и Луга, всичките вливащи се в Балтийско море. На изток и югоизток протичат реките Шелон и Ловат от басейна на Нева. На запад протича река Великая с притоците си Сорот, Череха, Пскова – десни и Иса, Синя, Утроя, Кухва – леви, вливаща се в Чудско-Псковското езеро, а на север – река Плюса и двете от басейна на Нарва. На югоизток в малък участък по границата с Тверска област протича река Северна Двина с притоците си Усвяча и Дриса. От крайния север на областта водят началото си малки реки, леви притоци на Луга. Подхранването на реките е смесено с преобладаване на снежното (50%). За тях е характерно високо пролетно пълноводие, нарушавано от епизодични прииждания в резултат на поройни дъждове и ясно изразено зимно маловодие. Замръзват в началото на декември, а се размразяват в началото на април.
В Псковска област има над 3,8 хил. езера и изкуствени водоеми с обща площ над 3130 km2, в т.ч около 2,3 хил. езера с площ над 10 дка. Най-широко е разпространението на езерата в по-високите южни части на областта, а в пределите на равнините количеството им е значително по-малко. Произходът им е предимно ледников, но има и много преградни и крайречни (старици) езера. Най-голямото естествено езеро в Псковска област е Чудско-Псковското разположено на границата с Естония, състоящо се от три свързани помежду си езера – Чудско, Псковско и Топло. Други по-големи са Жижицкото и Двинско-Велинското в югоизточната част. Блатата и заблатените територии заемат 8,6% от територията на областта – 4762 km2, като на границата с Новгородска област е разположена една от големите блатни системи в Европа – Полисто-Ловатската блатна система и Никандровското блато.
Почвите са предимно подзолисти (на юг – ливадно-подзолисти) и блатни. Най-плодородните почви са в южната част. Областта е разположена основно в зоната на смесените гори. Те заемат 31% от нейната територия (1,8 млн.ха). Най-залесени са северните и югоизточните райони (50 – 60%), а в централните части горите са до голяма степен изсечени. Преобладават бор, смърч, бреза, осика, ела. Животинския свят е представен от лос, дива свиня, заек, лисица, множество видове птици, а в реките – различни видове риба.

## Население
На 1 януари 2018 г. населението на Псковска област е наброявало 636 240 души (68-о място в Руската Федерация, 0,43% от нейното население). Гъстота 11,48 души/km2. Градско население 71,38%. При преброяването на населението на Руската Федерация през 2010 г. етническия състав на областта и бил следния: руснаци 717 101 души (94,25%), украинци 12 471 (1,64%), беларуси 9664 (1,27%), цигани 3220 (0,42%), арменци 2270 (0,3%).

## Административно-териториално деление
В административно-териториално отношение Псковска област се дели на 2 областни градски окръга, 24 муниципални района, 14 града, в т.ч. 2 града с областно подчинение (Великие Луки и Псков) и 12 града с районно подчинение и 14 селища от градски тип.
| Административна единица | Площ (km2) | Население (2018 г.) | Административен център | Население (2018 г.) | Разстояние до Псков (в km) | Други градове и сгт с районно подчинение |
| ----------------------- | ---------- | ------------------- | ---------------------- | ------------------- | -------------------------- | ---------------------------------------- |
| Областни градски окръзи |            |                     |                        |                     |                            |                                          |
| 1. Великие Луки         | 60         | 92 757              | гр. Великие Луки       | 92 757              | 313                        |                                          |
| 2. Псков                | 96         | 52209 840           | гр. Псков              | 209 840             |                            |                                          |
| Муниципални райони      |            |                     |                        |                     |                            |                                          |
| 1. Гдовски              | 3391       | 12 161              | гр. Гдов               | 3542                | 125                        |                                          |
| 2. Плюски               | 2767       | 7749                | сгт Плюса              | 2768                | 93                         | Заплюсе                                  |
| 3. Струго-Красненски    | 3090       | 10 339              | сгт Струги Красние     | 6502                | 87                         |                                          |
| 4. Печорски             | 1251       | 20 247              | гр. Печори             | 10 034              | 52                         |                                          |
| 5. Псковски             | 3622       | 39 962              | гр. Псков              |                     |                            |                                          |
| 6. Порховски            | 3176       | 17 939              | гр. Порхов             | 8926                | 88                         |                                          |
| 7. Дновски              | 1194       | 11 459              | гр. Дно                | 7855                | 113                        |                                          |
| 8. Палкински            | 1191       | 7791                | сгт Палкино            | 2674                | 40                         |                                          |
| 9. Островски            | 2436       | 29 163              | гр. Остров             | 20 568              | 55                         |                                          |
| 10. Дедовички           | 2188       | 12 376              | сгт Дедовичи           | 7685                | 129                        |                                          |
| 11. Питаловски          | 1111       | 10 950              | гр. Питалово           | 5335                | 102                        |                                          |
| 12. Красногородски      | 1320       | 6933                | сгт Красногородск      | 3690                | 159                        |                                          |
| 13. Пушкино-Горски      | 1059       | 8035                | сгт Пушкинские Гори    | 4621                | 112                        |                                          |
| 14. Новоржевски         | 1682       | 8253                | гр. Новоржев           | 3296                | 144                        |                                          |
| 15. Бежаницки           | 3535       | 10 554              | сгт Бежаници           | 3572                | 181                        | Красни Луч                               |
| 16. Опочецки            | 2029       | 16 697              | гр. Опочка             | 10 307              | 130                        |                                          |
| 17. Локнянски           | 2412       | 8222                | сгт Локня              | 3470                | 205                        |                                          |
| 18. Себежки             | 3072       | 19 423              | гр. Себеж              | 5452                | 189                        | Идрица, Сосновой Бор                     |
| 19. Пустошкински        | 1874       | 8323                | гр. Пустошка           | 4083                | 191                        |                                          |
| 20. Новосоколнически    | 1616       | 13 130              | гр. Новосоколники      | 7378                | 287                        |                                          |
| 21. Великолукски        | 2960       | 21 654              | гр. Великие Луки       |                     | 313                        |                                          |
| 22. Кунински            | 2621       | 9166                | сгт Куня               | 2785                | 348                        |                                          |
| 23. Невелски            | 2690       | 24 006              | гр. Невел              | 15 133              | 242                        |                                          |
| 24. Усвятски            | 1106       | 5035                | сгт Усвяти             | 2674                | 304                        |                                          |

|  | Тази страница частично или изцяло представлява превод на страницата „Административно-территориальное деление Псковской области“ в Уикипедия на руски. Оригиналният текст, както и този превод, са защитени от Лиценза „Криейтив Комънс – Признание – Споделяне на споделеното“, а за съдържание, създадено преди юни 2009 година – от Лиценза за свободна документация на ГНУ. Прегледайте историята на редакциите на оригиналната страница, както и на преводната страница, за да видите списъка на съавторите. ВАЖНО: Този шаблон се отнася единствено до авторските права върху съдържанието на статията. Добавянето му не отменя изискването да се посочват конкретни източници на твърденията, които да бъдат благонадеждни. |

## Селско стопанство
Отглежда се едър рогат добитък, свине, птици, фуражни и зърнени култури, картофи, зеленчуци.
| хиляди хектара | 1034 | 874,7 | 695,7 | 575,6 | 365,3 | 275,5 | 245,3 |